# 库桑斯莱特里孔维尔
库桑斯-莱特里孔维尔（法語：Cousances-lès-Triconville，法語發音：[kuzɑ̃s lɛ tʁikɔ̃vil]）是法国默兹省的一个市镇，属于科梅尔西区。

## 地理
库桑斯-莱特里孔维尔（48°45'52"N, 5°23'13"E）面积18.27 平方千米，位于法国大東部大區默兹省，该省份为法国西北部内陆省份，北与比利时接壤，西接马恩省和阿登省，南至上马恩省和孚日省，东临默尔特-摩泽尔省。
与库桑斯-莱特里孔维尔接壤的市镇（或旧市镇、城区）包括：达贡维尔、埃尔讷维尔欧布瓦、桑皮尼附近格里莫库尔、梅尼勒欧布瓦、萨尔马涅。
库桑斯-莱特里孔维尔的时区为UTC+01:00、UTC+02:00（夏令时）。

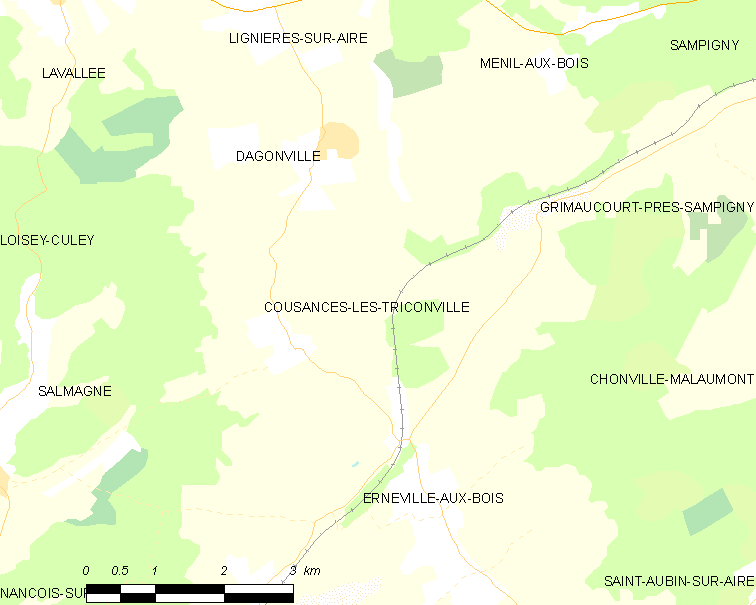
库桑斯-莱特里孔维尔的OSM定位图

## 行政
库桑斯-莱特里孔维尔的邮政编码为55500，INSEE市镇编码为55518。

## 政治
库桑斯-莱特里孔维尔所属的省级选区为沃库勒尔县。

## 人口

1962-2008年间库桑斯-莱特里孔维尔人口变化图示

库桑斯-莱特里孔维尔于2022年1月1日时的人口数量为146人。